# Minneskarta
Minneskarta är en schematisk presentation av det adresserbara minnet i en dator. Det adresserbara utrymmet styrs av adresseringsmöjligheterna i processorn samt ev. användande av tekniker som bankswitching / MMU.

## Exempel
Här nedan följer några exempel på minneskartor i populära hemdatorer. 
- VIC-20 minneskarta
- Commodore 64 minneskarta
- Amiga minneskarta

För anteckningstekniken se mindmap.